# 波馬班巴省

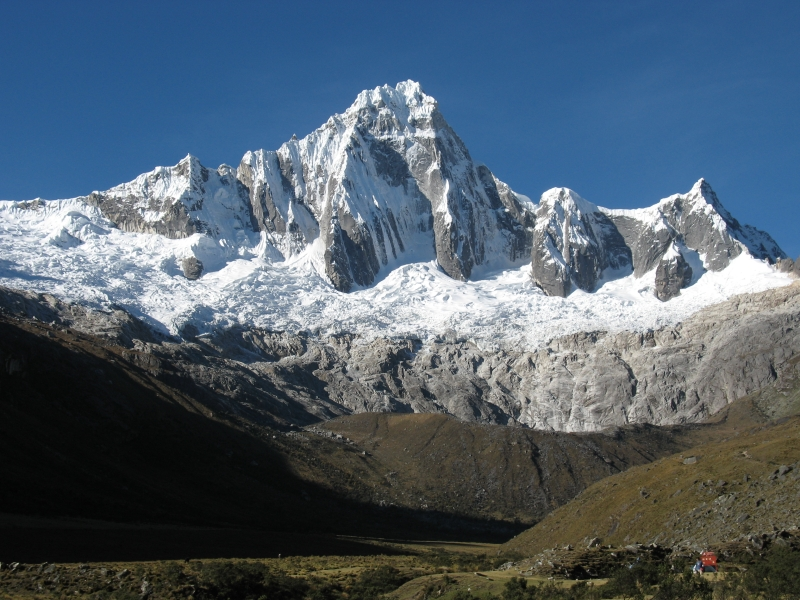

波馬班巴省（西班牙語：Provincia de Pomabamba），是秘魯的省份，位於該國北部安卡什大區，首府是波馬班巴，始建於1861年2月21日，面積2,974平方公里，2005年人口93,099，人口密度每平方公里31.3人。